# Markus Weicker

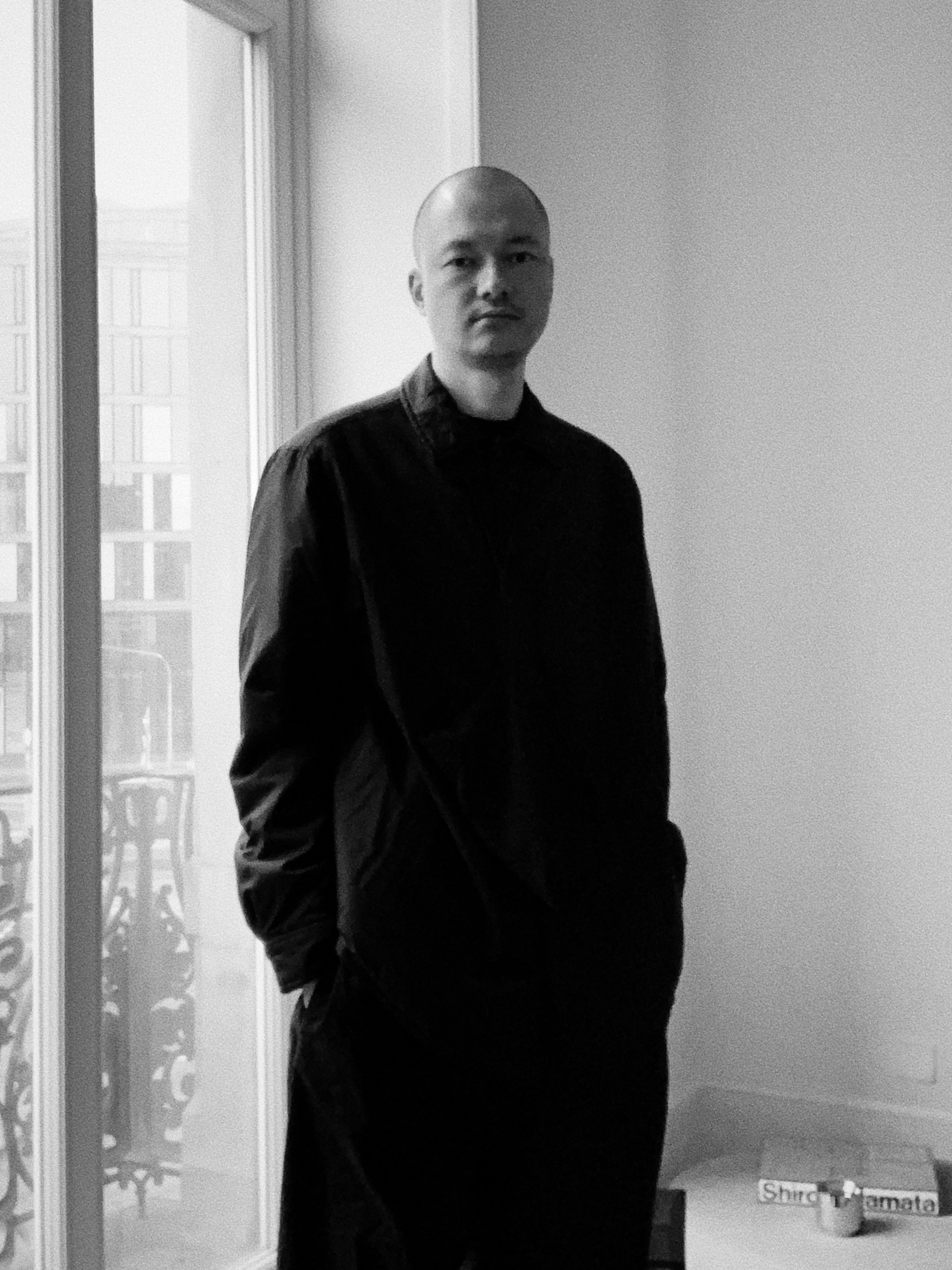
Markus Weicker (2022)

Markus Weicker (* 17. Dezember 1987 in Offenbach am Main) ist ein deutscher Regisseur, Beatproduzent und Unternehmer. Er ist Mitgründer des Musiklabels Division. Als Beatproduzent lautet sein Pseudonym Gibmafuffi.

## Leben
Weicker wuchs in Offenbach am Main auf und studierte in Darmstadt Architektur. Unter dem Pseudonym “Gibmafuffi” produzierte er unter anderem für Künstler wie Döll, Mädness, Morlockk Dilemma, Kool Savas und Karate Andi und veröffentlichte eine EP und zwei Instrumentalalben: „Trinkhallenromantik EP“ 2014, “Spielschulden LP" 2016 und “Still Storch LP” 2019. Seine Beats sind geprägt von dem sogenannten Eastcoast Sound der 90er Jahre und werden zum größten Teil analog produziert. Er verwendet hauptsächlich Samples.
2010 gründete Weicker gemeinsam mit Zwillingsbruder Michael das Regieduo „The Factory“. In den Folgejahren veröffentlichte das Brüderpaar Musikvideos für diverse deutsche Künstler wie RIN, Kollegah und Genetikk. Parallel begannen sie damit, Projekte in der Werbefilmbranche zu realisieren. Seit 2017 sind sie bei der in Berlin ansässigen Werbeproduktionsfirma BWGTBLD unter Vertrag.
2016 gründete Weicker mit seinem Bruder Michael und Geschäftspartner Elvir Omerbegovic das Label „Division“ in Düsseldorf und nahm den Künstler RIN unter Vertrag. Es wurden zwei EPs und drei Alben veröffentlicht, die mit diversen Gold- und Platin-Awards ausgezeichnet worden sind. Zudem erhielten sie mehrere Echo Nominierungen sowie die 1-Live Krone für das beste Album 2017. Im Zuge der Veröffentlichungen gab es im deutschsprachigen Raum vier ausverkaufte Tourneen. 2019 ging das Label eine Partnerschaft mit Sony Music in Form eines Vertriebs-Deals ein. 2021 wurde RIN bei den Apple Music Awards als „Artist of the Year“ ausgezeichnet. Seine Alben wurden insgesamt über zwei Milliarden Mal gestreamt.

## Diskografie

### Alben
- 2014: Trinkhallenromantik EP[5]
- 2016: Spielschulden LP
- 2019: Still Storch LP

### Als Produzent
- 2014: Döll – Weit entfernt EP
- 2014: Mädness – Maggo EP
- 2016: Karate Andi – Turbo[19]
- 2017: Mädness & Döll – Ich und mein Bruder[20]
- 2019: Döll – Nie oder Jetzt[21]
- 2019: Morlockk Dilemma – Eros in Dystopolis[3]
- 2020: Döll – Kultur
- 2021: Mädness – Mäd Löve

## Auszeichnungen

### Als Rechteinhaber
- 2017: Goldene Schallplatte in Deutschland für RIN – Blackout
- 2017: Goldene Schallplatte in Deutschland für RIN – Bros
- 2017: Platin-Schallplatte in Deutschland für RIN – Bros
- 2017: Goldene Schallplatte in Österreich für  RIN – Bros
- 2017: Goldene Schallplatte in der Schweiz für RIN – Bros
- 2017: Goldene Schallplatte in Deutschland für RIN – Monica Bellucci
- 2017: Platin-Schallplatte in Deutschland für RIN – Monica Bellucci
- 2017: Goldene Schallplatte in Österreich für RIN – Monica Bellucci
- 2017: Goldene Schallplatte in der Schweiz für RIN – Monica Bellucci
- 2018: Goldene Schallplatte in Deutschland für RIN – Avirex
- 2018: Goldene Schallplatte in Deutschland für RIN – Dior 2001
- 2018: Platin-Schallplatte in Deutschland für RIN – Dior 2001
- 2018: Goldene Schallplatte in Österreich für RIN – Dior 2001
- 2018: Platin-Schallplatte in Österreich für RIN – Dior 2001
- 2019: Goldene Schallplatte in Deutschland für RIN – Alien
- 2019: Goldene Schallplatte in Österreich für RIN – Alien
- 2019: Goldene Schallplatte in der Schweiz für RIN – Alien
- 2019: Goldene Schallplatte in Deutschland für RIN – Fabergé
- 2019: Goldene Schallplatte in Österreich für RIN – Fabergé
- 2019: Goldene Schallplatte in der Schweiz für RIN – Fabergé
- 2019: Goldene Schallplatte in Deutschland für RIN – Keine Liebe
- 2019: Goldene Schallplatte in Österreich für RIN – Keine Liebe
- 2019: Goldene Schallplatte in der Schweiz für RIN – Keine Liebe
- 2020: Goldene Schallplatte in Deutschland für RIN – Up In Smoke
- 2020: Goldene Schallplatte in Österreich für RIN – Up In Smoke
- 2020: Goldene Schallplatte in der Schweiz für RIN – Up In Smoke
- 2020: Goldene Schallplatte in Deutschland für RIN – Vintage
- 2020: Goldene Schallplatte in Österreich für RIN – Vintage
- 2020: Goldene Schallplatte in der Schweiz für RIN – Vintage
- 2022: Goldene Schallplatte in Deutschland für RIN – Eros (Album)
- 2022: Dreifache Goldene Schallplatte in Deutschland für RIN – Dior 2001
- 2023: Platin-Schallplatte in Deutschland für RIN – Alien

### Künstlerpreise mit Beteiligung als Rechteinhaber
- 2017: 1LIVE Krone RIN – Eros Bestes Album[13]
- 2018: Echo Nominierung RIN – Eros beste Produktionen
- 2018: Echo Nominierung RIN Newcomer des Jahres
- 2019: 1LIVE Krone Nominierung RIN bester Hip-Hop Act
- 2021: 1LIVE Krone Nominierung RIN bester Künstler
- 2021: Apple Music Awards RIN Artist of the Year
- 2024: 1LIVE Krone Nominierung RIN – Zeit bester alternativer Song

### Regie
- 2012: Voice Independent Music Award Asia – Best Music Video
- 2012: Nominierung MTV Music Asia Awards  –  Best Music Video
- 2013: Goldene Schallplatte in Deutschland für Genetikk – DNA
- 2013: Goldene Schallplatte in Deutschland für Kollegah, Farid Bang – JBG2
- 2013: Goldene Schallplatte in Deutschland für Kollegah, Farid Bang – JBG2
- 2014: CCA Award Silber
- 2014: Cannes Lions International Festival of Creativity Shortlist
- 2014: Goldene Schallplatte in Deutschland für Kollegah – King
- 2014: Dreifache Goldene Schallplatte in Deutschland für Kollegah – King
- 2014: Platin-Schallplatte in Deutschland für Kollegah – King
- 2014: Platin-Schallplatte in Österreich für Kollegah – King
- 2014: Goldene Schallplatte in Deutschland für Kollegah – Alpha
- 2015: Goldene Schallplatte in Deutschland für Genetikk – Achter Tag
- 2015: Goldene Schallplatte in Deutschland für Kollegah – ZHT4
- 2015: Platin-Schallplatte in Deutschland für Kollegah – ZHT4
- 2015: Goldene Schallplatte in Österreich für Kollegah – ZHT4